# Norberto do Amaral
Norberto do Amaral (ur. 17 lutego 1956 w Ainaro, ówczesny Timor Portugalski) – timorski biskup rzymskokatolicki. Ordynariusz diecezji Maliana od 2010 roku.

## Życiorys

### Prezbiterat
Święcenia kapłańskie przyjął w dniu 18 października 1988 roku w diecezji Dili. Przez kilkanaście lat pracował jako duszpasterz parafialny, a w latach 2000-2004 był rektorem niższego seminarium. W latach 2005–2007 studiował w Rzymie, zaś po powrocie do kraju objął funkcję wykładowcy wyższego seminarium w Dili, a rok później został kanclerzem kurii.

### Episkopat
30 stycznia 2010 roku został mianowany przez papieża Benedykta XVI ordynariuszem nowej diecezji Maliana. W dniu 24 kwietnia 2010 roku otrzymał sakrę biskupią z rąk arcybiskupa Leopoldo Girelliego. Urząd objął dzień później.
W 2012 został sekretarzem generalnym timorskiej Konferencji Episkopatu.